# Port Chicago, California
Port Chicago (anterior Bay Point) a fost un oraș de pe malurile sudice ale golfului Suisun, din comitatul Contra Costa, California. Acesta se găsea la 6,5 mile (10 km) est-nord-est de Martinez⁠(d), la o altitudine de 4 metri. Este cel mai bine cunoscut ca locul unei explozii devastatoare la depozitul său naval de muniții în timpul celui de-al doilea război mondial.
Zona a fost locuită pentru prima dată de anglo-americani între 1850 și 1851, inclusiv Josiah Knight și Samuel E. Strode. Primul colonist permanent a fost Daniel Cunningham.
Port Chicago a fost numit inițial Bay Point. Orașul a fost creat atunci când Bay Point Land Company, care avea birourile în San Francisco, a depus o hartă oficială de cadastru la biroul de înregistrare al comitatului Contra Costa. Calea ferată a Pacificului de Sud a traversat acest orașul.

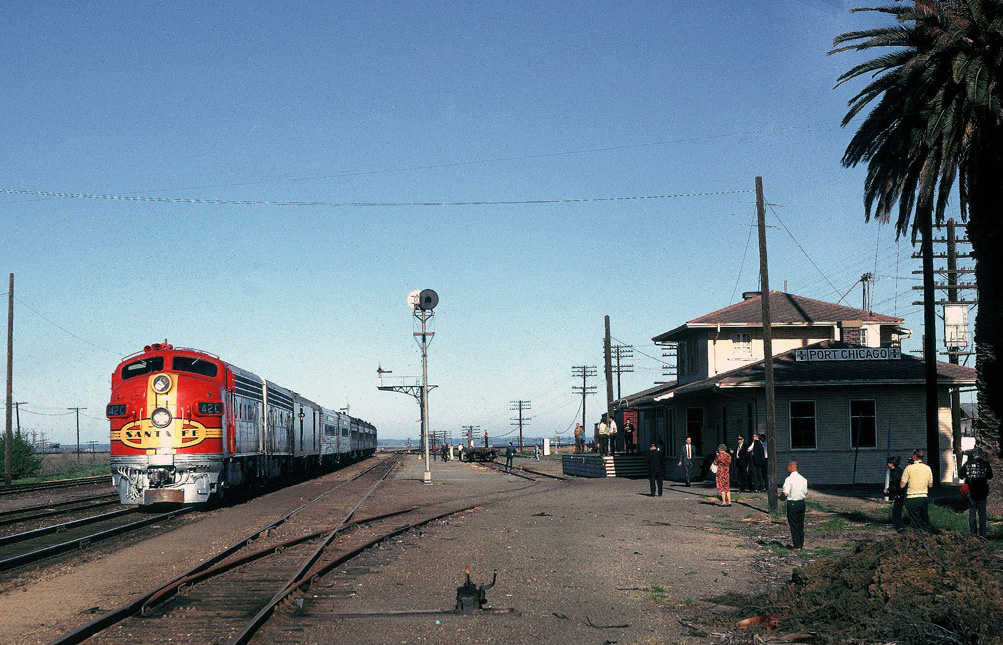
Gara în 1969

În 1931, pe măsură ce Marea Criză Economică s-a agravat, Walter Van Winkle, un om de afaceri, a propus și a reușit să schimbe numele orașului din Bay Point în Port Chicago (după orașul din Illinois). Oficiul poștal din Bay Point a funcționat din 1897 până în 1931, când a devenit oficiul poștal din Port Chicago. Acesta a fost închis în 1969 când orașul a încetat să mai existe. 
Dezastrul din 17 iulie 1944, din Port Chicago, a fost o explozie de muniții care a avut loc la Depozitul Naval Port Chicago. Munițiile au detonat în timp ce erau încărcate pe o navă de transport cu destinația Teatrul de Operațiuni din Pacific, ucigând 320 de marinari și civili și rănind alți 390. Majoritatea morților și răniților erau marinari înrolați afro-americani. Orașul Port Chicago a fost puternic deteriorat de resturile care au căzut, inclusiv bucăți uriașe de metal fierbinte și bombe neexplodate, dar niciuna dintre aceste bombe nu a explodat. Peste 300 de clădiri au fost avariate și peste 100 de persoane au fost rănite, dar nicio persoană din oraș nu a fost ucisă.
În 1968, toate proprietățile au fost cumpărate și clădirile demolate de guvernul federal pentru a forma o zonă de siguranță în jurul docurilor de încărcare adiacente stației de armament naval din Concord (Concord Naval Weapons Station).
Autostrada Port Chicago, o rută din orașul Concord prin locul fostului oraș, încă există în comitatul Contra Costa. Porțiunea care trecea prin Stația Concord a fost blocată în anii 1990 ca măsură de siguranță și securitate. Astăzi, autostrada Port Chicago este întreruptă chiar lângă orașul Clyde⁠(d) și continuă de cealaltă parte a Terminalului Naval din Concord al Armatei SUA, (fosta zonă de maree a stației Concord) din comunitatea neîncorporată Bay Point⁠(d).